# 天山龍屬
天山龍屬（屬名：Tienshanosaurus）是種蜥腳下目恐龍，生存於侏羅紀晚期的中國。
在1928年，一位中國地質學家在中國新疆發現一群蜥腳類化石，包含約30個成年個體、3個未成年個體、以及恐龍蛋化石，這些化石被送到中国科学院古脊椎动物与古人类研究所。在1937年，中國古生物學家楊鍾健將化石進行敘述、命名，模式種是奇台天山龍（T. chitaiensis）。屬名意為「天山的蜥蜴」；種名則是以奇台縣為名。正模標本（編號IVPP AS 40002-3）是一些身體骨骼的骨頭，缺少頭顱股與下頜，發現於石樹溝組，地質年代為牛津階。這個正模標本被估計身長約12公尺。
在1991年，拉弗·莫納兒（Ralph Molnar）將師氏盤足龍改名為師氏天山龍（T. zdanskyi）。在1999年，其他科學家將奇台天山龍改名為奇台盤足龍（E. chitaiensis）。儘管盤足龍的命名時間較早，但學界普遍不認為盤足龍、天山龍是相同屬，因此兩者沒有命名優先權的問題。
由於化石材料破碎、研究有限，目前很難確定天山龍的分類位置。天山龍過去曾被多次歸類於不同位置：Helopodinae亞科、星牙龍亞科（Astrodontidae）、盤足龍亞科（Euhelopodinae）、盤足龍科、腕龍科、圓頂龍科、馬門溪龍科。

## 外部連結
- Tienshanosaurus @ DinoRuss （页面存档备份，存于）